# Sergio Venzo
Sergio Venzo (Rovereto, 13 agosto 1908 – Parma, 21 gennaio 1978) è stato un geologo e paleontologo italiano.

## Biografia
Nacque a Rovereto, città al tempo della Contea austro-ungarica di Tirolo. Conseguita la maturità scientifica a Trento (1928), si è laureato in scienze naturali presso la Scuola Normale di Pisa nel 1932, allievo prima e poi assistente di Giuseppe Stefanini. Dal 1935 e per quasi un ventennio è stato conservatore al Museo Civico di Storia Naturale di Milano. Tra il 1937 e il 1939 ha partecipato a missioni di rilevazione in Africa Orientale Italiana, commissionate dall'Agip. Dal 1939 ha insegnato paleontologia e geografia fisica all'Università di Milano. Nel 1954 è diventato titolare della cattedra di geologia dell'Università di Parma, dove ha diretto l'Istituto di Geologia e il Museo Paleontologico Parmense, da lui stesso istituito.
Si è occupato di stratigrafia, geomorfologia e paleontologia. Tra il 1936 e il 1950 ha condotto ricerche sugli ammoniti, in particolare sull'Alpe Turati e nella piana di Erba, raccogliendo numerosi campioni di fauna del toarciano. Per un trentennio, e fino all'inizio degli anni settanta, si è dedicato allo studio geologico del quaternario della Valtellina, i cui esiti ha pubblicato in una monografia del 1971. Sempre nell'ambito dello studio delle glaciazioni del quaternario ha effettuato rilevazioni, con Fiorenzo Mancini, sull'anfiteatro morenico del Lago di Garda, pubblicando diversi ed importanti contributi sull'argomento negli anni sessanta.
Nell'ambito della carta geologica d'Italia ha rilevato, per conto del Servizio geologico, il foglio di Sondrio. È stato presidente sia della Società Paleontologica Italiana sia della Società Geologica Italiana.